# جورجیا-پسیفیک
جورجیا-پسیفیک (به انگلیسی: Georgia-Pacific) شرکت صنایع کاغذسازی آمریکایی است، که در زمینه تولید کاغذ، پالپ و انواع مختلف دستمال کاغذی، تولید مصالح ساختمانی و صنایع بسته‌بندی، فعالیت می‌کند.
شرکت جورجیا-پسیفیک در سال ۱۹۲۷ توسط اوون رابرتسن چیتام در شهر آگوستا، جورجیا تأسیس شد. دفتر مرکزی این شرکت در آتلانتا، جورجیا قرار دارد و هم‌اکنون محصولات خود را از طریق ۳۰۰ مرکز توزیع یکپارچه، در سرتاسر جهان عرضه می‌نماید. گروه صنایع کوک هم‌اکنون مالک این شرکت می‌باشد.